# Kettleshulme
Kettleshulme è un villaggio e parrocchia civile dell'Inghilterra, appartenente alla contea del Cheshire.